# Gal·lura
La Gal·lura (gal·lurès Gaddura) és una regió històrica de Sardenya nord-oriental dins la província de Sàsser, del riu Coghinas al monte Nieddu, que limita amb les subregions sardes d'Anglona, Montacuto i Baronia. Antigament formà part del Jutjat de Gallura. Comprèn 22 municipis de la província de Sàsser. Manté una parla força característica, el gal·lurès, diferenciat del sard i més proper al cors.